# Startup studio
Uno startup studio, anche detto venture builder o startup factory, è un'azienda che, attraverso un processo detto di imprenditoria parallela, crea più startup in parallelo fornendo supporto alle aziende create dall'ideazione fino all'exit.
Uno startup studio è molto diverso da un incubatore aziendale e da un acceleratore di startup sia per la sua composizione interna, sia per i processi che utilizza per la creazione e sviluppo delle startup che genera ma anche per la quantità di patrimonio netto che trattiene. 
I venture builder sono caratterizzati dalla generazione di idee innovative che trasformano in aziende utilizzano processi standardizzati, risorse comuni, network condiviso fra tutte le startup create dallo startup studio.

## Storia
Il modello dello startup studio nasce nel 1996 con la fondazione di Idealab che ad oggi ha fondato più di 150 aziende. Il suo fondatore, Bill Gross (1958, Stati Uniti), ha ideato un nuovo modello di fare impresa che prevede la creazione di più aziende in contemporanea; questo modo di creare imprese oggi viene definito "imprenditoria parallela". 
I venture builder nascono dall'osservazione delle motivazioni per cui le startup falliscono: avere una buona idea non è sufficiente per avere successo. Molti altri fattori sono fondamentali, ad esempio: avere team affiatato, essere in grado di attrarre investitori e avere processi definiti e consolidati 
La nascita di Idealab ha dato impulso a questo nuovo movimento: a Londra nel 1998 è nata Blenheim Chalcot la quale a sua volta riprendeva il modello del venture builder nato negli USA.

### Gli anni 2000
Solo negli anni 2000 si i venture builder si sono diffusi nel mondo: in questi anni sono nati realtà come Betaworks e Rocket Internet, fondate entrambe nel 2007.
Rocket Internet fu una delle prime realtà degli anni 2000 ad importare il modello degli startup studio in Europa dopo Blenheim Chalcot. La caratteristica che ha maggiormente definito questo venture builder è stata la pratica del copycat, con il quale ha creato Zalando, azienda tuttora in attività.
A Betaworks si deve la creazione di startup come Bitly, Giphy, Tumblr e Chartbeat.

### Dal 2010 in poi
Al contrario degli anni passati, dal 2010 in poi si è di fronte a una crescita esponenziale del numero di startup studio attivi in tutto il mondo. Il modello imprenditoriale, mostrando la sua efficacia, stava iniziando a convincere sempre più imprenditori e investitori, tanto che il 2011 è considerabile l'anno di consacrazione di questo business model.
In quegli anni si vede quindi la nascita di venture builder come eFounders, Atomic e Science Inc, che hanno fatto storia e che hanno permesso il consolidamento del modello degli startup studio in Europa e in America. 

### Ai giorni nostri
Dopo il 2011 c'è stata una vera e propria diffusione a macchio d'olio del modello degli startup studio, sempre più imprenditori in ambito startup hanno abbracciato questo modello dando vita a numerosi startup studio.
Per dare un'idea della crescita di questo trends possiamo confrontare il 2014 con i giorni nostri: nel 2014 gli startup studio in tutto il mondo erano all'incirca 200, ora il loro numero ha superato 500.

## Costruzione di unastartup
La caratteristica principale di uno startup studio è proprio quella di generare internamente le startup che vengono lanciate sul mercato. Per questo motivo lo startup studio si occupa di seguire il percorso di vita di una startup dal quando l'azienda viene costituita fino all'Exit.
Lo startup studio seleziona l'idea sulla quale una startup si baserà, ne valida le basi attraverso una procedura standardizzata, individua il futuro CEO dell'azienda, i primi membri del team che si occuperà di portare avanti il progetto; infine lo startup studio si occupa di fornire il capitale iniziale alla startup. 
Tra i modi più noti per validare un'idea e costruire una startup all'interno del contesto startup studio vi è quello di Tobias Gutmann, descritto in Organisational Best Practices of Startup Studios nel quale vengono esposti i passaggi fondamentali da utilizzare per poter generare una startup all'interno di un venture builder.
Secondo la relazione realizzata nel 2021 da StudioHub Current State of Venture Building, il 47,1% degli startup studio genera nuove idee internamente, il 35,3% le genera sia esternamente che internamente. Solo il 17,6% crea startup a partire da idee che provengono dall'esterno.
Lo startup studio è solitamente costituito da professionisti con una solida esperienza: questo permette di abbassare il tasso di fallimento dando modo alla startup generata di evitare gli errori comuni e proseguire il più velocemente possibile verso il proprio obiettivo a lungo termine.

## Differenza fra incubatore e acceleratore
Le differenze fra il lavoro fatto da uno startup studio e quello fatto dagli acceleratori e incubatori sono sostanziali, la più importante fra tutte è quella che sia l'acceleratore che l'incubatore lavorano entrambe su idee esterne che accedono ai loro programmi, attraverso concorsi e selezioni. Al contrario, lo startup studio lavora principalmente su idee generate internamente. Inoltre, lo startup studio ha una finestra temporale di lavoro a lungo termine con la startup generata, dato che viene seguita dal processo di ideazione fino all'exit. Al contrario, incubatore e acceleratore seguono una startup per un periodo limitato nel tempo.

## Tipologie
Nonostante il modello aziendale sia il medesimo, esistono diverse tipologie di startup studio che gestiscono in maniera differente le proprie scelte strategico-finanziarie. Con il tempo si sono delineate diverse sfumature tra una tipologia e l'altra, ma le categorie più presenti sul panorama internazionale sono le seguenti: operator model, agency model, corporate model, technology transfer model, operational VC.

### Operator model
L'operator model è modello più classico per quanto riguarda gli startup studio; essi vengono chiamati venture builder e impiegano l'imprenditoria parallela per generare internamente più startup in contemporanea.
Questo modello permette allo startup studio di seguire le proprie startup passo passo, fornendogli risorse e contatti utili per la crescita.

### Agency model
Questo modello permette allo studio di ricavare liquidità attraverso l'attività di agenzia. Si tratta di un'agenzia vera e propria che utilizza i ricavi di questa attività per finanziare lo sviluppo interno di idee e la creazione di startup in-house.

### Corporate model
Solitamente questi startup studio sono finanziati in parte o totalmente da una corporate che supportano per l'attività di innovazione.
Spesso la corporate provvede a fornire allo startup studio dei potenti strumenti come ad esempio: conoscenze, canali di distribuzione, IP, ecc.

### Technology transfer model
Sono startup studio collegati ad istituti di ricerca pubblici o privati, questa tipologia di startup studio trasferisce le scoperte che vengono fatti in questi istituti traducendoli in startup spin-off che vengono immesse nel mercato per commercializzare l'idea.

### Operational VC
Sono a metà strada tra un Venture Funding e uno startup studio, i Venture startup studio forniscono la liquidità iniziale per poter lanciare il maggior numero di startup di successo, oltre alla liquidità iniziale forniscono anche gli strumenti e le infrastrutture necessarie.

### Exit rate
L'exit rate di uno startup studio si attesta su una media del 16%, ovvero il 16% delle startup che vengono generate all'interno di uno startup studio riescono a raggiungere una exit.
Il tempo che queste startup impiegano a raggiungere l'exit è invece di soli 4,3 anni rispetto agli 8 delle startup tradizionali.

### Exite valutazione
Le startup generate da uno startup studio che raggiungono un exit ricevono una valutazione superiore a quella delle startup tradizionali. La media è di 74 milioni contro i 50 milioni delle startup tradizionali.

### Tasso di Rendimento Interno
Anche l'IRR (Internal Revenue Rate, in italiano Tasso di Rendimento Interno) differisce da quello delle startup tradizionali: gli startup studio riescono a raggiungere fino al 53% al contrario del 21,3% delle startup tradizionali.